# Float (album de Flogging Molly)
Pour les articles homonymes, voir Float.
Albums de Flogging Molly
Whiskey on a Sunday
(2006) Live at the Greek Theatre
(2010)
Float est le cinquième disque studio du groupe de folk-punk américano-irlandais Flogging Molly, sorti en 2008. Plus sombre et politique que les précédents, les chansons traitent de l'histoire de l'Irlande et de la religion.

## Titres
1. Requiem for a Dying Song - 3:30
2. (No More) Paddy's Lament - 3:24
3. Float - 4:53
4. You Won't Make a Fool Out of Me - 2:43
5. The Lightning Storm - 3:29
6. Punch Drunk Grinning Soul - 4:20 (At the end features a 30-second performance by Tom Corrigan called Rural Decay)
7. Us of Lesser Gods - 3:19
8. Between a Man and a Woman - 3:21
9. From The Back of a Broken Dream - 3:21
10. Man With No Country - 3:04
11. The Story So Far - 4:11